# 雷讷蓬
雷讷蓬（法語：Rennepont，法語發音：[ʁɛnpɔ̃]）是法国上马恩省的一个市镇，属于肖蒙区。

## 地理
雷讷蓬（48°8'52"N, 4°51'18"E）面积11.98 平方千米，位于法国大東部大區上马恩省，该省份为法国东北部内陆省份，北起马恩省和默兹省，西接奥布省，西南接科多尔省，东南接上索恩省，东临孚日省。
与雷讷蓬接壤的市镇（或旧市镇、城区）包括：巴耶勒、利尼奥勒堡、欧容河畔隆尚、马朗维尔、蒙特里、科隆贝双教堂村。

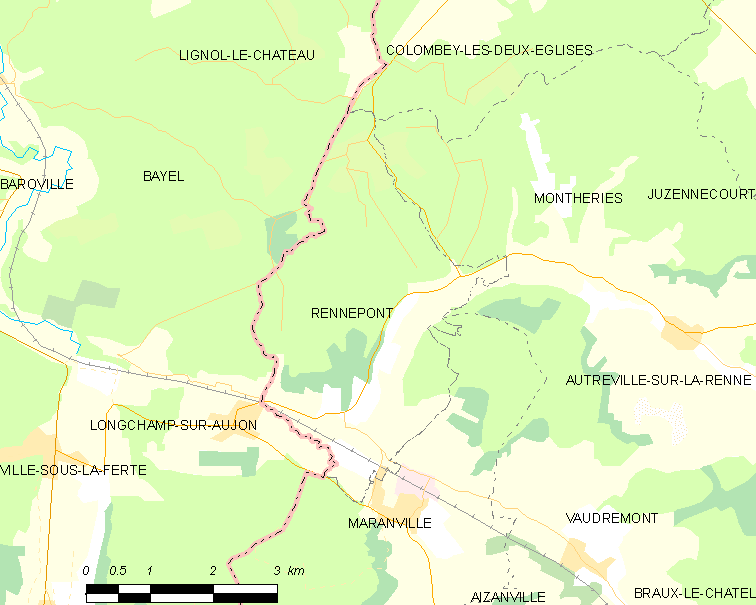
雷讷蓬的OSM定位图

雷讷蓬的时区为UTC+01:00、UTC+02:00（夏令时）。

## 行政
雷讷蓬的邮政编码为52370，INSEE市镇编码为52419。

## 政治
雷讷蓬所属的省级选区为沙托维兰县。

## 人口

1962-2008年间雷讷蓬人口变化图示

雷讷蓬于2022年1月1日时的人口数量为119人。